# ФК Тимок 1919
ФК Тимок 1919 је фудбалски клуб из Зајечара, и тренутно се такмичи у Српској лиги Исток, трећем такмичарском нивоу српског фудбала. Клуб је основан 1919. године.

## Историја

### Тимок у Југославији
Тимок 1919 је основан 1919. године и најстарији је фудбалски клуб у Зајечару. Између два рата наступао је у обласним лигама. У првим годинама након Другог светског рата носио је име Динамо али је 1951. године вратио изворни назив, који је допуњен годином оснивања при обележавању стогодишњице постојања тима. Током првих десетак послератних година клуб се углавном такмичи у српској лиги, тада трећем рангу такмичења. Године 1955. постаје члан IV зоне, једне од пет зона које су у том периоду чиниле други степен такмичења на нивоу Југославије. У конкуренцији клубова из централне Србије, Косова и Метохије и Македоније, као што су Вардар, Раднички из Крагујевца и Раднички из Ниша, Тимок заузима 8. место у сезони 1955/56. Наредне године, због реорганизације такмичења, испада у трећи ранг.(1973) У Купу Маршала Тита, Тимок је у Зајечару у шеснаестини финала избацио загребачки Динамо победивши га са 3:1, да би у осмини финала испали од сарајевског Жељезничара изгубивши са 1:8 у Зајечару.
Шездесете и седамдесете године Тимок проводи у нижим лигама да би 1981. изборио улазак у Другу лигу Исток. У сезони 1981/82 остварује свој највећи дотадашњи успех - треће место са 33 бода, иза финансијски много јачих Галенике и Трепче. Наредне две сезоне нису биле тако успешне и Тимок је од лета 1984. поново трећелигаш.

### Тимок након распада СФРЈ
Године 1992. Тимок заузима 4. место у Трећој лиги Исток и захваљујући реорганизацији такмичења постаје члан јединствене Друге лиге СР Југославије. Међутим, сезону 1992/93 завршава као последњи на табели. Читавих десет година касније клуб поново улази у Другу лигу, група Исток. Сезону 2002/03 завршава на високом 3. месту, иза Напретка и Младог радника. Но, већ следеће године поново испада. У периоду од 2005. до 2012. Тимок је био члан Српске лиге Исток. У два наврата је био други, да би 2011/12 убедљиво освојио прво место и постао члан Прве лиге Србије. У сезони 2013/14 Тимок осваја 13. место и испада у Српску лига Исток. Укупно је Тимок провео 8. сезона у другом рангу.
Најзначајнији резултат Тимок је остварио 26. октобра 2005. када је у осмини финала Купа Србије и Црне Горе као гост избацио београдски Партизан након бољег извођења једанаестераца (1:1 у регуларном току утакмице, 4:5 на крају). Заустављен је у четвртфиналу од стране нишког Радничког.

### Замена са Радничким из Лубнице
Након испадања из Српске лиге Исток 2018. године и нагомиланих дугова, дошло је до пререгистрације Фудбалског клуба Раднички из Лубнице који је Решењем Агенције за привредне регистре од 20. јула 2018. године постао Тимок 1919. Седиште му је из Лубнице пребачено у Зајечар. Истовремено, формиран је нови клуб Раднички 1946 из Лубнице који је почео такмичење из Зајечарске окружне лиге.
Након две сезоне у Зони Исток, Тимок 1919 је обезбедио пласман у Српску лигу Исток где се такмичио у сезони 2020/21. Одмах у првој сезони направљен је корак напред. Тимок је заузео 1. место, али је због промена система такмичења морао да игра бараж меч за улазак у Прву лигу Србије против Слоге из Пожеге која је била најбоља у Српској лиги Запад. У првој утакмици у Пожеги победио је Тимок са 1:0, а у реваншу у Зајечару било је 1:1, па се укупним резултатом 2:1, Тимок пласирао у Прву лигу Србије.

## Новији резултати

### Тимок
| Сезона   | Ранг | Лига              | Позиција | ИГ | Д  | Н  | П  | ГД | ГП | ГР  | Бод     | Куп                  |
| -------- | ---- | ----------------- | -------- | -- | -- | -- | -- | -- | -- | --- | ------- | -------------------- |
| 2011/12. | 3    | Српска лига Исток | 1.       | 30 | 19 | 6  | 5  | 43 | 18 | +25 | 63      | Није се квалификовао |
| 2012/13. | 2    | Прва лига Србије  | 11.      | 34 | 11 | 10 | 12 | 27 | 48 | -11 | 43      | Шеснаестина финала   |
| 2013/14. | 2    | Прва лига Србије  | 13.      | 30 | 8  | 10 | 12 | 26 | 35 | -9  | 34      | Претколо             |
| 2014/15. | 3    | Српска лига Исток | 5.       | 30 | 14 | 6  | 10 | 36 | 27 | +9  | 48      | Претколо             |
| 2015/16. | 3    | Српска лига Исток | 11.      | 30 | 9  | 10 | 11 | 39 | 42 | -3  | 37      | Није се квалификовао |
| 2016/17. | 3    | Српска лига Исток | 10.      | 30 | 11 | 10 | 9  | 28 | 21 | +7  | 36 (-7) | Није се квалификовао |
| 2016/17. | 3    | Српска лига Исток | 15.      | 30 | 5  | 4  | 21 | 33 | 58 | -25 | 19      | Није се квалификовао |

### Тимок 1919
| Сезона   | Ранг | Лига              | Позиција | ИГ  | Д  | Н | П  | ГД | ГП | ГР  | Бод | Куп                  |
| -------- | ---- | ----------------- | -------- | --- | -- | - | -- | -- | -- | --- | --- | -------------------- |
| 2018/19. | 4    | Зона Исток        | 2.       | 30  | 22 | 5 | 3  | 62 | 28 | +34 | 71  | Није се квалификовао |
| 2019/20. | 4    | Зона Исток        | 2.       | 171 | 12 | 3 | 2  | 36 | 13 | +23 | 39  | Није се квалификовао |
| 2020/21. | 3    | Српска лига Исток | 1.2      | 37  | 26 | 5 | 6  | 73 | 25 | +48 | 83  | Није се квалификовао |
| 2021/22. | 2    | Прва лига Србије  | 14.      | 37  | 11 | 7 | 19 | 38 | 44 | -6  | 40  | Није се квалификовао |
| 2022/23. | 3    | Српска лига Исток | 15.      | 30  | 6  | 6 | 18 | 24 | 59 | -35 | 24  | Претколо             |
| 2023/24. | 4    | Зона Исток        | 1.       | 28  | 25 | 2 | 1  | 84 | 11 | +73 | 77  | Није се квалификовао |

- 1  Сезона прекинута након 17 кола због пандемије Корона вируса
- 2  Били су бољи у баражу за Прву лигу Србије од Слоге из Пожеге. У Пожеги је било 1:0 за Тимок, а у Зајечару 1:1.

## Тренутни састав
Од 4. априла 2022.
| Бр. |                     | Позиција | Играч              |
| --- | ------------------- | -------- | ------------------ |
| 1   | Србија              | Г        | Никола Петровић    |
| 2   | Србија              | О        | Владимир Јовановић |
| 3   | Србија              | О        | Никола Суботић     |
| 4   | Босна и Херцеговина | С        | Лазар Николић      |
| 5   | Србија              | О        | Милош Симоновић    |
| 6   | Обала Слоноваче     | О        | Абубaкар Туре      |
| 7   | Србија              | С        | Немања Ристић      |
| 8   | Србија              | С        | Игор Пантић        |
| 9   | Србија              | Н        | Стефан Тримановић  |
| 10  | Србија              | С        | Андреј Ђукић       |
| 11  | Србија              | С        | Урош Николић       |
| 12  | Србија              | Г        | Немања Марков      |
| 14  | Србија              | С        | Марко Ђорђевић     |
| 15  | Србија              | О        | Никола Тричковић   |
| 16  | Србија              | С        | Дамир Анђеловић    |
| 17  | Србија              | Н        | Ненад Качар        |
| 19  | Србија              | О        | Јован Богдановић   |

| Бр. |          | Позиција | Играч                  |
| --- | -------- | -------- | ---------------------- |
| 20  | Србија   | О        | Иван Божовић (капитен) |
| 21  | Србија   | С        | Вељко Ранђеловић       |
| 22  | Србија   | Г        | Милан Петровић         |
| 23  | Србија   | О        | Никола Жерјал          |
| 28  | Србија   | О        | Иван Давидовић         |
| 29  | Кина     | О        | Енсон Квок             |
| 30  | Србија   | С        | Страхиња Петровић      |
| 32  | Србија   | С        | Марко Радосављевић     |
| 50  | Србија   | С        | Растко Николић         |
| 57  | Нигерија | О        | Мартинс Окафор         |
| 58  | Србија   | Н        | Дејан Машић            |
| 60  | Нигерија | С        | Чуквуебука Ннађи       |
| 77  | Нигерија | Н        | Демиан Мадуба          |
| 80  | Србија   | С        | Немања Миљковић        |
| 95  | Индија   | С        | Друв Викрам Синг       |
| 96  | Србија   | Н        | Павле Радуновић        |
| 99  | Србија   | С        | Лука Стојадиновић      |

## Познати играчи
- Драган Пантелић 1983-1985
- Војислав Брашанац
- Живан Љуковчан 1981-1982
- Милош Милојевић 2000-2005